# Tirosolo
Il tirosolo  è una molecola di origine fenolica derivante dall'alcol 2-feniletilico. 
È un composto naturale, che si può che si può reperire in diverse specie vegetali e in maniera particolare nell'olio d'oliva e nel vino rosso.
Il tirosolo è una molecola con buone proprietà antiossidanti, che può proteggere le cellule dalle lesioni dovute all'ossidazione in vitro.
Sebbene non sia così potente come altri antiossidanti presenti nell'olio d'oliva, la sua maggiore concentrazione e buona biodisponibilità indicano che può avere un importante effetto complessivo.
Nell'olio di oliva, il tirosolo forma esteri con acidi grassi.